# Salsa tare
La salsa tare (垂れ o タレ) è un contorno giapponese spesso usato per conferire un gusto particolare al cibo grigliato e ad altre specialità giapponesi come il ramen. La tare contiene di norma la salsa di soia e altri ingredienti che cambiano di preparazione in preparazione (dashi, aceto, miele, mirin ecc...)